# Kaapflora
De Capensis gekenmerkt door de Kaapflora, ook wel Kapensis genoemd, is een van de zes florarijken op aarde. 
Het omvat het uiterste zuidwestelijke punt van Afrika, Zuid-Afrika. Het is door de woestijngordel van Namibië en Karoo van de rest van het Afrikaanse continent gescheiden.
Het is het kleinste van de zes florarijken, maar in verhouding tot zijn oppervlakte het soortenrijkste. Ieder jaar bezoeken talrijke botanici en plantenliefhebbers uit de hele wereld dit gebied.
Bijzonder opvallend is het grote aantal hier inheemse en endemische soorten. Dit laatste wil zeggen dat er veel soorten uit geslachten en families zijn, die alleen in dit gebied voorkomen. Hiernaast zijn er overeenkomsten met de florarijken van Antarctica, Zuid-Amerika en Australië. Deze nu ver van elkaar liggende gebieden vormden tot het eind van de Jura samen het supercontinent Gondwana. Door het uitzonderlijke endemisme is de Kaapflora aangeduid als een van de biodiversiteitshotspots op aarde.

## Plantensoorten

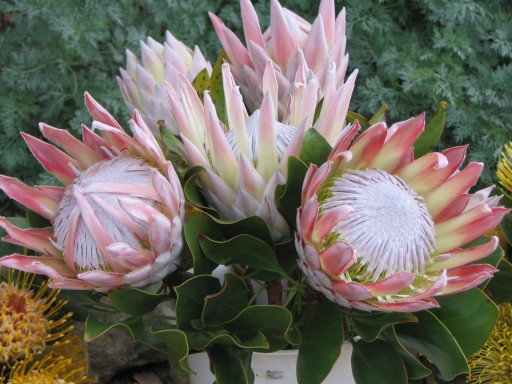
Protea cynaroides

Ongeveer 10% van alle plantensoorten op aarde, naar schatting 22.000 soorten, komt in dit gebied voor. Het bekendste deel van de veelsoortige groenblijvende plantengemeenschap wordt in het Afrikaans Fynbos genoemd. Hieronder bevindt zich de Proteaceae, 100 soorten van de Protea en meer dan 600 verschillende soorten van het geslacht Erica, evenals talrijke soorten vleesetende planten. Een wat ander soortenrijk vegetatietype met veel bolgewassen zoals Moraea of Gladiolus-soorten heet renosterveld. Daarvan is echter maar bitter weinig overgebleven, omdat het op geschikte landbouwgrond groeide.
Alleen op de Tafelberg in Kaapstad komen meer soorten planten voor dan in heel Groot-Brittannië. Het Namakwaland is een geliefd vakantieoord, wanneer de voorjaarregens het in een enorme bloemenzee veranderen.
Talrijke soorten die in dit gebied in het wild groeien, worden naar Europa geëxporteerd en hier als sierplant gekweekt. Hiertoe behoren Asters, Fresia, Pelargonium, Iris, Ooievaarsbek, enz.

## Brand als beheersmaatregel
Bosbranden maken in de Kapensis op veel plaatsen zogenaamde Vuurecosystemen mogelijk. Ze zijn de reden waarom er in de Kaap in droge gebieden weinig echte bossen zijn. Sommige planten kiemen pas na een bosbrand, bijvoorbeeld zodat oudere planten het licht voor de jongere planten niet wegnemen.Tegenwoordig wordt geprobeerd door gerichte branden deze unieke flora in stand te houden.